# Куэвас, Сорайя
Сора́йя Раке́ль Лами́лла Куэ́вас (англ. Soraya Raquel Lamilla Cuevas; 11 марта 1969, Пойнт-Плезант, Нью-Джерси — 10 мая 2006, Майами, Флорида) — американская певица, автор песен, гитаристка, аранжировщик и музыкальный продюсер. Обладательница двух премий Латинской Грэмми (2004, 2005). За свою десятилетнюю карьеру выпустила пять сольных альбомов.

## Биография

### Ранние годы
Сорайя Ракель Ламилла Куэвас родилась 11 марта 1969 года в Пойнт-Плезант (штат Нью-Джерси, США). Вскоре семья Сорайи вместе с ней и её братом иммигрировала в Колумбию.
Сорайя заинтересовалась музыкой в раннем возрасте, ещё до 5 лет, услышав, как её дядя играет на Pueblito Viejo (колумбийский национальный инструмент, своего рода гитара с тремя струнами).
Её родители купили ей гитару и Сорайя самостоятельно начала учиться на ней играть. Позже помимо гитары овладела и игрой на скрипке. Будучи школьницей начала писать песни.
Когда Сорайе было 12 лет её матери впервые диагностировали рак молочной железы, когда ей было 18 — второй раз, а когда ей было 22 — мать умерла. После смерти матери Сорайя рассказала, что у неё увеличилось чувство ответственности.
После школы она училась в Рутгерском университете, где изучала английскую литературу и французскую философию.
Первоначально будущая певица беспокоилась о том, что не сможет стать артисткой из-за того, что она застенчива и боится выступать перед толпой, но позже она поборола свои страхи.

### Карьера
В 1996 году Сорайя подписала контракт с Polygram Records/Island Records. Её дебютный альбом «En Esta Noche/On Nights Like» был выпущен на испанском и английском языках. Обе версии получили положительные отзывы критиков и позволили ей совершить тур по США, Латинской Америке и Европе в качестве приглашённого исполнителя на концертах таких известных музыкантов, как: Натали Мерчант, Дзуккеро, Стинг, Майкл Болтон и Аланис Мориссетт.
Её песни поднялись на вершины хит-парадов во многих странах.
Её первый сингл «Suddenly/De Repente» достиг № 1 в Billboard. Её второй альбом «Torre de Marfil / Wall of Smiles» был записан и выпущен в 1997 году после чего певица получила мировое признание. Всего за свою десятилетнюю карьеру выпустила пять сольных альбомов.
В 2004 и 2005 становилась обладательницей премии Латинская Грэмми.

### Болезнь и смерть
37-летняя Сорайя скончалась 10 мая 2006 года после 6 лет борьбы с раком молочной железы.
Ранее от рака молочной железы скончались её мать, бабушка и тёти по материнской линии.

## Дискография

### Студийные альбомы
- 1996 En Esta Noche / On Nights Like This
- 1997 Torre de Marfil / Wall of Smiles
- 2000 Cuerpo y Alma / I'm Yours
- 2003 Soraya / Soraya International version
- 2005 El Otro Lado de Mí

### Сборники
- 1996 Sálvame/Save Me Tributo A Queen: Los Más Grandes Del Rock En Español
- 1998 Todo Lo Que Él Hace (Every Little Thing She Does Is Magic)
- 2001 Desert Roses and Arabian Rhythms, Vol. 1
- 2001 Serie 32
- 2003 Essentiales (The Ultimate Collection)
- 2005 Éxitos Eternos
- 2005 The Best of Soraya (20th Century Masters - The Millennium Collection)
- 2005 Dreaming of you with Barrio Boyzz, Selena Vive! (Tribute to Selena)
- 2006 Gold (2-CD best-of)
- 2006 Herencia
- 2006 Entre Su Ritmo y el Silencio